# Reto Bucher
Reto Bucher (Mühlau, 30 de septiembre de 1982) es un deportista suizo que compitió en lucha grecorromana. Ganó una medalla de plata en el Campeonato Europeo de Lucha de 2007, en la categoría de 74 kg.
Participó en los Juegos Olímpicos de Atenas 2004, ocupando el cuarto lugar en la categoría de 74 kg.

## Palmarés internacional
| Campeonato Europeo | Campeonato Europeo | Campeonato Europeo | Campeonato Europeo |
| Año                | Lugar              | Medalla            | Categoría          |
| ------------------ | ------------------ | ------------------ | ------------------ |
| 2007               | Sofía (Bulgaria)   | Medalla de plata   | 74 kg              |